# José Ricardo Pérez
José Ricardo Pérez (ur. 24 października 1963 w Cali) – piłkarz kolumbijski grający na pozycji pomocnika.

## Życiorys
Większą część swojej kariery Pérez spędził w dwóch klubach: Atletico Junior Barranquilla oraz Atlético Nacional, do którego wrócił w 1992 roku.
W reprezentacji Kolumbii Pérez zadebiutował 14 czerwca 1987 roku w przegranym 0:3 meczu z Ekwadorem. W tym samym roku był członkiem kadry na turniej Copa América 1987 i z Kolumbią wywalczył tam 3. miejsce. W 1990 roku Pérez znajdował się w kadrze Kolumbii na Mistrzostwa Świata we Włoszech. Był tam jednak tylko rezerwowym i nie zagrał w żadnym z meczów. Karierę reprezentacyjną Pérez zakończył w 1997 roku meczem z Salwadorem (2:2).